# Redykołka
Il redykołka è un formaggio prodotto nel Podhale, in Polonia.

## Descrizione
Il ministero dell'agricoltura polacco definisce il redykołka come un formaggio solido, dall'interno morbido ed elastico, un forte aroma affumicato e un sapore speziato e leggermente salato. Gli viene spesso conferita la forma di un animale, un cuore o una ghirlanda. Il redykołka si ricava per tradizione dagli avanzi della lavorazione dell'oscypek ed è stato più volte soprannominato la "sorella minore" di quest'ultimo; i due latticini vengono a volte confusi.

## Storia
Il redykołka era un regalo, preparato e donato tra le coppie durante le occasioni speciali. Veniva anche dato per commemorare il ritorno delle pecore da un periodo di pascolo lungo mesi. La celebrazione che ne conseguiva era conosciuta come redyk. Il termine redykołka veniva usato per indicare un qualsiasi formaggio dato in dono.
Dal 2009 il redykołka fa parte dei prodotti DOP polacchi.